# Oppositie (fysiologie)
Oppositie van de duim is samenbrengen van het topje van de duim met het topje een van de andere vingers. De duim heet opponeerbaar. Dat betekent een gecombineerde beweging van de duim waarbij in het carpometacarpale gewricht I gelijktijdig een adductie en een flexie plaatsvindt. De tegengestelde beweging van oppositie is repositie, waarbij in het hetzelfde gewricht een abductie en een extensie plaatsvindt. De spieren die hiervoor zorgen zijn de duimflexoren en duimadductoren voor de oppositie en duimextensoren en duimabductoren voor de repositie. Voor de oppositiebeweging zijn er bovendien twee aparte spieren: de musculus opponens pollicis en musculus opponens digiti minimi. Deze bevinden zich in de duimmuis en in de pinkmuis, in de handpalm bij de pink.